# この世界は不完全すぎる
『この世界は不完全すぎる』（このせかいはふかんぜんすぎる）は、左藤真通による日本の漫画。『コミックDAYS』（講談社）にて、2020年5月30日から連載中。

## あらすじ
ベイル王国の辺境の小さな村で、少女ニコラは宿屋の下働きをして平穏に暮らしていた。そんなある日、ニコラは村の外で巨大なドラゴンに遭遇したところを奇妙な男に救われる。「ハガ」と名乗るその男は、世の中のこと全部を調べていると言う。村人は王国のエリート組織「王の探究者」の一員ではないかと噂し、興味を持ったニコラは村の外に滞在しているハガの元を訪れる。ところがハガとの会話の最中に再びドラゴンが現れ、村には襲撃の危機が迫ろうとしていた。ハガは一人でドラゴンに立ち向かい、村人もそれに協力して皆で村を守ろうとする。だが、ハガには村を守ること以外の別の目的があった。

## 登場人物
声の項はテレビアニメ版の声優。
ハガ／羽賀 誠（はが まこと）
声 - 石川界人
赤髪の筋骨隆々とした男性型キャラクター。世の中のこと全部を調べている。
その正体は発売前のVRゲーム『キングス・シーカー・オンライン』のデバッグ業務を行っている株式会社ニシマテックの社員で、他のデバッガーと共にログアウト不能になるバグに巻き込まれてゲーム世界に閉じ込められている。生真面目な性格で、いかなる状況でもデバッグ作業を優先する。横浜出身。
ニコラ
声 - 矢野妃菜喜
14歳の少女。村の宿屋で下働きしながら平穏な日々を送っていたが、ハガとの出会いで変わっていこうとする。
正体は『キングス・シーカー・オンライン』内のNPCで、ドラゴンに村が襲撃されるイベントの際に必ず死ぬことになっており、仮に村を救えたとしても突然体が発火して死に至る運命にある。しかし、なぜか村人の中で唯一生き返り、ハガに同行する。
テスラ
『キングス・シーカー・オンライン』全体を統括するメタAI。悪質なデバッガーを排除するため、ニコラの体を乗っ取ってハガに同行する。
アマノ／天野 イソラ
声 - 川島零士
アソビング株式会社のデバッガー。ゲーム内での姿は「フェザー」と呼ばれる小動物のような種族。
アキラ／加賀見アキラ
声 - 高橋李依
株式会社エンタメイションのデバッガー。ゲーム内での姿はエルフ。
宮崎アカネ
声 - 新井里美
株式会社エンタメイション所属のバイトでアキラの同僚。アマノと同じ"フェザー"と呼ばれる種族の姿をしており、語尾に「にゃ」と付けて話す。
ジン／神林 裕翔
声 - 小野大輔
株式会社ニシマテックのデバッガー。ハガの上司で、彼とは別に行動している。
サカイ／酒井
声 - 谷山紀章
アソビング株式会社のデバッガー。ゲーム内で好き勝手に行動している。
スズキ／鈴木 洋平
声 - 岡本信彦
ハガの同僚。空高くに消えるバグにより消息不明。
ナミコ／平 波子
声 - 村上奈津実
ハガの同僚。無敵状態のまま即死トラップにはまり、無限ループに陥っている。
クロちゃん／黒崎 優
声 - 熊谷健太郎
ハガの同僚。地面にめり込むバグにより沈み続けている。
ルゥ
声 - 加隈亜衣
「忘れられた村」に住んでいるNPC。アマノと共に生活している。
社長／洲脇 陽太郎
声 - 伊藤健太郎
アソビング株式会社の社長。
スミダ
声 - 松田健一郎
アソビング株式会社のデバッガー。酒井とともに行動している。
カナ／太田 加奈
声 - 田中ちえ美
アソビング株式会社のデバッガー。
木崎
声 - 山下タイキ
アソビング株式会社のデバッガー。
増渕
声 - 天海由梨奈
アソビング株式会社のデバッガー。
塚原
声 - 大野智敬
アソビング株式会社のデバッガー。
川島
声 - 沖野晃司
アソビング株式会社のデバッガー。
今井
声 - 浦和希
アソビング株式会社のデバッガー。
ゲーデル
声 - 小林ゆう
モラヴィ集落に住むNPC。
山中／山中宗一
声 - 前野智昭
他のプレイヤー同様、ゲームから抜け出せなくなったデバッガーの一人。
アルバ
声 - 松岡禎丞
テスラと同様、『キングス・シーカー・オンライン』全体を統括する"メタAI"の一人。
溝口レン
声 - 杉田智和
株式会社エンタメイション社員のデバッガー。

## 書誌情報
- 左藤真通『この世界は不完全すぎる』 講談社〈モーニングKC〉、既刊15巻（2025年4月9日現在）
  1. 2020年10月9日発売[6][7]、ISBN 978-4-06-520873-1
  2. 2021年1月8日発売[8]、ISBN 978-4-06-521992-8
  3. 2021年4月8日発売[9]、ISBN 978-4-06-523041-1
  4. 2021年7月8日発売[10]、ISBN 978-4-06-523956-8
  5. 2021年11月10日発売[11]、ISBN 978-4-06-526012-8
  6. 2022年3月9日発売[12]、ISBN 978-4-06-527333-3
  7. 2022年8月29日発売[13]、ISBN 978-4-06-528311-0
  8. 2022年10月28日発売[14]、ISBN 978-4-06-529377-5
  9. 2023年4月12日発売[15]、ISBN 978-4-06-530845-5
  10. 2023年10月11日発売[16]、ISBN 978-4-06-532212-3
  11. 2024年4月10日発売[17]、ISBN 978-4-06-535125-3
  12. 2024年7月10日発売[18]、ISBN 978-4-06-536214-3
  13. 2024年8月9日発売[19]、ISBN 978-4-06-536384-3
  14. 2024年12月11日発売[20]、ISBN 978-4-06-537862-5
  15. 2025年4月9日発売[21]、ISBN 978-4-06-539148-8

## テレビアニメ
2024年7月から9月まで毎日放送・TBSテレビ『アニメイズム』B2枠ほかにて放送された。
最終回はニコラがハガたちと離れ離れになった上に、ハガたちの側も倒したと思ったボス敵が第二形態となって復活した緊迫した状況で「to be continued?」とテロップが出て終了している。第2期の制作発表は行われず、最終回放送後にアニメの公式Xアカウントは「#このアニメは不完全すぎる」というハッシュタグを用いて、続きが気になる視聴者は原作を読むように呼び掛けている。原作者の左藤真通も同様にXアカウントで「ハガちゃん達のその後が気になる方はこちらから!原作はゆるり継続中です!」と原作単行本6巻の通販サイトを紹介している。
監督の馬引圭は自身のXアカウントで「「続き」やりたい気持ちは超ヤマヤマなんですがっ…」「皆様の声を届けてオラ達にその為の予算を〜」とコメントしている。

### スタッフ
- 原作 - 左藤真通[3]
- 監督 - 馬引圭[3]
- シリーズ構成 - ヤスカワショウゴ[3]
- キャラクターデザイン - 赤堀重雄[3]
- 美術監督 - 田尻健一[4]
- 色彩設計 - 鈴木咲絵[4]
- 撮影監督 - 大槻綾子[4]
- 編集 - 小野寺絵美[4]
- CG監督 - 内藤博高
- 音響監督 - 高寺たけし[4]
- 音響効果 - 風間結花
- 音楽 - 岩橋星実[4]、笠井雄太[4]、堀川大翼[4]
- 音楽制作 - ランティス
- 音楽プロデューサー - 重松暖
- チーフプロデューサー - 松井千夏、米澤明、黒須信彦、青井宏之、堀口広太郎、松田隼典
- プロデューサー - 村田秀幸、日高功、山崎博昭、水戸貝、関根陽一
- アニメーションプロデューサー - 髙田祐樹、斉藤友紀
- アニメーション制作 - 100studio、studioぱれっと[3]
- 製作 - 『この世界は不完全すぎる』製作委員会（バンダイナムコフィルムワークス、講談社、クランチロール、毎日放送、HIKE、バンダイナムコミュージックライブ）

### 主題歌
「No Complete」
Liyuuによるオープニングテーマ。作詞・作曲・編曲は大熊淳生（Arte Refact）。
「LOOP」
NACHERRYによるエンディングテーマ。作詞は岡田マリア、作曲・編曲は山森大輔。

### 各話リスト
| 話数  | サブタイトル       | シナリオ         | 絵コンテ   | 演出                | 作画監督 | 総作画監督                              | 初放送日      |
| ----- | ------------------ | ---------------- | ---------- | ------------------- | --- | --------------------------------------- | ------------- |
| No.01 | 下働きのニコラ     | ヤスカワショウゴ | 馬引圭     | 馬引圭              | 島崎望 舘崎大 はっとりますみ 櫻井拓郎 GrandGuerrilla Huang Feng 下条愛 金子菜月 木村奈波 山吉香奈 兼村萌恵                                               | 島崎望 舘崎大 丹羽恭利                  | 2024年 7月6日 |
| No.02 | 羽賀マコト         | ヤスカワショウゴ | 島村大輔   | 一居一平            | Han Seung Hui 桝井一平 | 丹羽恭利 舘崎大                         | 7月13日       |
| No.03 | テスラ             | ヤスカワショウゴ | 山﨑立士   | studioぱれっと      | 迫江沙羅 岡田絵里香 松本勝次 北島勇樹 𠮷田肇 黒絵レイ Zhou Jing Huang Hua Yang Tong Cheng                                                                | 丹羽恭利                                | 7月20日       |
| No.04 | 天野イソラ         | 猪爪慎一         | 香味豊     | 渡邉徹明            | Han Seung Hui 向山裕治 服部憲知 櫻井拓郎 Zhou Gang Zhang Syuoyuan                                                                                        | 塚本歩 島崎望                           | 7月27日       |
| No.05 | 潜入               | 石田勝也         | 基仁志     | 基仁志              | 清水博幸 さゆみれい 森悦史 永田有香 外山陽介 Zhou Jing Huang Hua Yang Tong Cheng ワン・オーダー                                                          | 舘崎大 丹羽恭利                         | 8月8日        |
| No.06 | 狂乱の賢帝         | ヤスカワショウゴ | 島村大輔   | 泉保良輔            | Han Seung Hui 斎藤真珠 榎本彩芽 | 丹羽恭利                                | 8月10日       |
| No.07 | 社長               | 猪爪慎一         | 山﨑立士   | 基仁志              | 木村行隆 柏木信弘 松下純子 Zhou Jing Haung Hua Yang Tong Cheng Ye Yun Liu Bo Li Sheng Lin Zi Ye Liao Fei                                                 | 丹羽恭利                                | 8月17日       |
| No.08 | コンソールコマンド | 石田勝也         | 香味豊     | 山内東生雄 神谷マキ | 中森良治 清水勝祐 服部憲知 高橋こう平 Kim Jongim Kim Yangsuk Kim Wonhui                                                                                  | 塚本歩 はっとりますみ Huang Feng 下条愛 | 8月24日       |
| No.09 | 加賀見アキラ       | 石田勝也         | 神﨑ユウジ | 岸俊輔              | 岸俊輔 玉置典彦 小山友行 Lee Se Jong Kim Tae Hyrong Shin Na La Eom Ju Hyeong Lan Yijun Wang Zhenye                                                       | 島崎望                                  | 8月31日       |
| No.10 | ゲーデルとヤマナカ | 猪爪慎一         | 100studio  | 角原勇輝            | Han Seung Hui 榎本彩芽 鈴木伸一 斎藤真珠 清田華穂 桝井一平 Kim Bong Duk Kim Hyun Kyung Kim Hee Jung Park Jae Seok Revival                                | 舘崎大                                  | 9月7日        |
| No.11 | アルバ             | ヤスカワショウゴ | 100studio  | 一居一平 馬引圭     | 櫻井拓郎 はっとりますみ 塚本歩 下条愛 金子菜月 山吉香奈 兼村萌恵 木村奈波 山田優衣 柳元絵梨子 Ahn Yeongyu Son Seonah RA CRAFT 聖蝶 隣アニメーション 玄機 | Huang Feng 丹羽恭利 舘崎大              | 9月14日       |
| No.12 | ザ・ダイヤモンド   | ヤスカワショウゴ | 黒沢守     | Han Yeonghun        | Ahn Yeongyu Cho Sohyeon Jeong Wuyeong Kim Ikyeon Maeng Seunggi Son Seonah Min Hyun Suk An Kyu Jeung                                                      | 島崎望 丹羽恭利 Zhou Jing 鞠野黄英      | 9月21日       |
| No.13 | 沈黙の悪魔         | ヤスカワショウゴ | 100studio  | 井端義秀            | 丹羽恭利 塚本歩 齋藤魁 櫻井拓郎 Huang Hua Zhou Jing 聖蝶                                                                                                 | 島崎望 下条愛                           | 9月28日       |

### 放送局
| 放送期間                                              | 放送時間                     | 放送局    | 対象地域   | 備考                                 |
| ----------------------------------------------------- | ---------------------------- | --------- | ---------- | ------------------------------------ |
| 2024年7月6日 - 9月28日                                | 土曜 2:23 - 2:53（金曜深夜） | 毎日放送  | 近畿広域圏 | 製作参加                             |
|                                                       |                              | TBSテレビ | 関東広域圏 |                                      |
|                                                       | 土曜 3:00 - 3:30（金曜深夜） | BS-TBS    | 日本全域   |                                      |
| 2024年7月7日 - 9月29日                                | 日曜 22:30 - 23:00           | AT-X      | 日本全域   | CS放送 / 字幕放送 / リピート放送あり |
| 毎日放送・TBSテレビ・BS-TBSでは『アニメイズム』B2枠。 |                              |           |            |                                      |

| 配信開始日   | 配信時間                     | 配信サイト | 備考                                 |
| ------------ | ---------------------------- | ---------- | ------------------------------------ |
| 2024年7月6日 | 土曜 2:53 - 3:23（金曜深夜） | ABEMA      | 地上波見逃し無料放送・独占見放題配信 |

### BD
| 巻  | 発売日         | 収録話         | 規格品番  |
| --- | -------------- | -------------- | --------- |
| BOX | 2024年11月27日 | 第1話 - 第13話 | BCXA-1946 |

| 毎日放送・TBS アニメイズム B2          | 毎日放送・TBS アニメイズム B2 | 毎日放送・TBS アニメイズム B2 |
| 前番組                                 | 番組名                        | 次番組                        |
| -------------------------------------- | ----------------------------- | ----------------------------- |
| ハイキュー!!ベストバウト傑作選 ※再放送 | この世界は不完全すぎる        | 凍牌〜裏レート麻雀闘牌録〜    |